# 힌터카이페크 살인사건
힌터카이페크 살인사건(독일어: Hinterkaifeck)은 독일 바이에른의 잉골슈타트와 슈로벤하우젠 사이에 위치한 농장으로 뮌헨에서 북쪽으로 대략 70km 정도 떨어진 곳에 있었다. 1922년 3월 31일 저녁에 농장에 살던 6명의 식구들이 곡괭이에 맞아 사망하였다. 이 사건은 사건 발생 후 현재(2018년 기준)까지 미제 사건으로 남아 있다. 6명의 피해자는 농장 주인인 안드레아스 그루버(Andreas Gruber, 당시 63세)와 그 아내 체칠리아 그루버(Cäzilia Gruber, 당시 72세), 과부였던 딸 빅토리아 가브리엘(Viktoria Gabriel, 당시 35세)과 빅토리아의 딸 체칠리아(Cäzilia Gabriel, 당시 7세)와 아들 요제프(Josef Gabriel, 당시 2세) 그리고 하녀 마리아 바움가르트너(Maria Baumgartner, 당시 44세)까지 이상 6명이다.
사건의 배경이 된 '힌터카이페크 '은 사실 정확한 지명이 아니고 독일어에서 "힌터"는 "- 뒤에"라는 뜻의 접두사라, "힌터카이페크"는 카이페크란 마을의 뒤에 위치했다는 뜻이다. 힌터카이페크 농장은 카이페크 북쪽으로 1km 떨어진 곳에 있었으며 무성한 나무에 가려져 있었다. 카이페크 마을은 1971년 10월 1일 바이트호펜과 합병되어 없어졌다.

## 역사
사건이 일어난 힌터카이페크 농장은 대략 1863년경에 지어졌으며 살인사건이 발생하고 1년도 채 지나지 않아서 모두 철거되었다. 힌터카이페크는 공식적으로 독립된 행정구역의 이름은 절대 아니었지만 이 집을 비공식적으로 부르는 이름이었다. 힌터카이페크 농장은 이름의 시조가 된 카이펙 마을에 속하는 곳이 아니라 반겐(Wangen) 지자체의 집 번호 27 ½였기 때문에 그뢰베른(Gröbern) 마을에 속했다. 그 집은 오직 역사 속 이름이 되었고 농장이 철거된 이후로 그 땅엔 어떤 건물도 들어서지 않았다. 이름의 시조가 된 카이페크는 외딴 농가로 살인사건이 일어난 힌터카이페크 농장에서 슈로벤하우젠 지방국도를 따라 남쪽으로 1km 남짓한 곳에 위치해 있었다. 오늘날 힌터카이페크 농장의 옛 땅은 농업지대다.

## 사건 요약
1922년 4월 4일에 며칠 째 힌터카이페크 농장 식구들이 보이질 않자 3명의 남자들이 그 농장에 갔다. 그리고 그 남자들은 힌터카이페크 농장 식구들이 모두 살해당한 채로 있는 것을 발견하게 되었다. 그들은 농장 주인인 안드레아스 그루버와 아내 체칠리아 그루버 그리고 딸 빅토리아 가브리엘과 손녀 체칠리아 가브리엘의 시신을 헛간에서 찾아냈다. 그리고 얼마 후 집 안 하녀의 방에서 하녀 마리아 바움가트너를 빅토리아 가브리엘의 방에서 손자 요제프 가브리엘의 시신을 발견했다. 이들은 모두 머리에 곡괭이를 맞아 살해당했다. 오늘날까지 이 살인사건의 섬뜩한 진실은 밝혀지지 않았다. 이 6명의 농장 식구들이 살해당하기 전후의 과정을 추적해보면 다음과 같다.

### 사건 발생 이전의 힌터카이페크 농장
그루버 씨 일가족 6명이 살해를 당한 사건이 발생하기 얼마 전부터 힌터카이페크 농장에는 수상한 자가 침입한 흔적이 곳곳에서 발견되었다고 한다. 사건 발생 6개월 전에 이 농장에서 일하다 그만두었던 하녀는 집 안에서 수상한 소리를 들었다고 말하며 이 집에 귀신이 붙은 것이 틀림없다고 믿었다. 그리고 1922년 3월에는 농장 주인 안드레아스 그루버가 농장에서 뮌헨에서 온 낯선 신문 하나를 발견했다고 한다. 아무리 생각해도 그는 신문을 구입한 기억이 없었으므로 처음에 그루버는 신문 배달부가 신문을 분실한 것으로 생각했다. 그러나 인근에는 신문 구독을 신청하는 사람이 없었기 때문에 그루버의 추측은 사실이 아니었다.
그리고 사건 발생 불과 며칠 전에 그루버는 이웃들에게 자신이 인근 숲에서 힌터카이페크 농장으로 들어오는 신선한 눈을 밟은 발자국을 발견했다고 말했다 한다. 단지 이것만이 불안한 것이 아니라 농장에서 다시 나가는 발자국이 없었다는 사실이 그를 불안하게 만들었다. 그리고 그 즈음에 집안 열쇠 하나가 없어졌다. 또 그루버 일가는 계속해서 콧수염이 난 낯선 남자를 반복적으로 목격했다고 한다. 밤 동안에 다락방에서 발자국 소리가 들렸지만 안드레아스 그루버는 건물을 수색할 때 아무도 찾지 못했다.
이렇게 사건 전부터 누군가가 농장에 침입했을 것으로 보이는 정황이 발견되었는데도 불구하고 이상하게 그루버는 경찰에 신고를 안 했다. 이웃들에게 자기 농장에 누군가가 숨어들어온 것 같다고 말하자 이웃들은 그에게 경찰에 신고하는 것이 좋겠다고 말했는데도 이상하게 그루버는 이웃들의 조언을 무시했고 경찰에도 이 사실을 알리지 않았다. 이 집의 손녀 체칠리아 가브리엘의 학교 친구가 한 말에 따르면 체칠리아의 어머니 빅토리아 가브리엘이 사건 전 날 밤에 폭력 싸움을 벌인 후 농장에서 달아났으며 겨우 1시간 뒤에 숲에서 발견되었다고 했다. 그런데 33년 후에 이 증언을 했던 소녀는 그 때 농장에서 도망쳐서 숲으로 떠난 사람이 빅토리아 가브리엘이 아니라 할머니 체칠리아 그루버였다고 말을 바꿨다.

### 1922년 3월 31일 밤~4월 1일 아침
1922년 3월 31일 금요일 오후에 새로운 하녀 마리아 바움가르트너가 농장에 도착했다. 그녀의 여동생이 그녀를 에스코트해서 데려왔고 농장에 잠시 머무른 뒤 떠났는데 그녀가 바로 마리아 바움가르트너가 살아있는 모습을 마지막으로 본 인물이었다. 몇 시간 뒤에 힌터카이페크 농장에 사는 6명 모두 사망했다. 어떤 추측도 없이 사건이 일어난 날 저녁의 정확한 사건을 재구성하는 것은 불가능하지만 몇 가지 세부사항은 수사 결과 명확해졌다. 그 날 늦은 저녁에 빅토리아 가브리엘과 그녀의 7살 딸 체칠리아와 부모 안드레아스 그루버와 체칠리아 그루버는 모두 범인에 의해 마구간을 거쳐 헛간으로 유인당했고 동시에 모두 살해당했다고 나타났다. 범인 혹은 범인들은 힌터카이페크 농장에 있는 곡괭이를 이용해 그루버 씨 일가의 머리를 내리쳐 살해했다. 그루버 가족들이 정상적인 일과의 일부로써 헛간에 갔는지 아니면 일상적인 일이 아니라 누군가가 이 농장에 방문을 했기 때문에 헛간에 가게 되었는지는 불명확했다. 그러나 이후 실험으로 헛간에서 나는 비명소리는 농장 내 다른 건물들에선 거의 들을 수 없다는 것이 입증되었다.
이렇게 헛간에서 그루버 부부와 딸, 손녀를 살해한 범인들은 마구간을 거쳐 그루버의 집으로 쳐들어갔고 하녀의 침실에서 하녀 마리아 바움가르트너를 아까와 똑같은 곡괭이로 살해했다. 아마도 범인이 요제프를 가장 마지막에 죽인 이유는 두 살배기 소년이 엄마 방에 있는 자기 요람에서 자고 있었기 때문으로 짐작되었다.

### 시신 발견
그루버 일가의 시신이 발견된 건 살인사건이 발생하고 나흘이 지난 뒤였다.
4월 1일엔 커피 판매원 한스(Hans)와 에두아르드 시로프스키(Eduard Schirovsky)가 주문을 받고 힌터카이페크 농장에 도착했다. 그러나 그들이 문과 창문에 노크를 해도 안에선 응답이 없었고 그들은 농장 정원 주변을 걸어갔지만 어느 누구도 발견하지 못했다. 그들은 농장을 떠나기로 결정하기 전에 집의 기계실로 통하는 문이 열려있다는 걸 알아차렸다. 그리고 손녀 체칠리아 가브리엘은 이유 없이 며칠 째 학교를 결석했고 일요일인 4월 2일에도 그루버 일가는 교회의 주일예배에 참석하지 않았다. 그리고 4월 3일 월요일에는 집배원 요제프 마이어(Josef Mayer)가 힌터카이페크 농장에 우편물을 배달하러 왔는데 그 때 토요일에 배달했던 우편물이 여전히 우체통에 그대로 남아 있는 것을 확인했다. 역시 그 날도 그 농장에선 인기척이 없었다.
4월 4일엔 조립 기술자 알베르트 호프너(Albert Hofner)가 믹서기의 엔진을 수리하러 힌터카이페크 농장에 왔다. 그는 그 농장에서 그루버 일가 어느 누구도 보지 못했으며 개 짖는 소리밖에 못 들었다고 한다. 호프너는 1시간을 기다린 후 수리를 시작하기로 결정했고 믹서기 엔진을 수리하는데는 꼬박 4시간 반이 걸렸다고 한다. 수리를 마친 후 그는 헛간 문이 열려 있다는 걸 알아차렸지만 확실하게 그가 그 집에 도착한 그 때부터 문이 열려 있었는지는 말할 수 없었다. 그는 헛간 안을 살짝 보았으나 안에 들어가보지는 않았다. 그뢰베른(Gröbern)에서 호프너는 이장 로렌츠 슐리텐바우어(Lorenz Schlittenbauer)와 그의 딸을 만났고 그들에게 힌터카이페크 농장에서의 수리를 끝마쳤다고 말했다. 또한 호프너는 반겐(Wangen) 시장 게오르크 그레거(Georg Greger)에게 힌터카이페크 농장의 유령 같은 공허에 대해 말했다.
슐리텐바우어는 자신의 두 아들인 요한(Johann)과 요제프(Josef)를 힌터카이페크 농장에 보내 그루버 일가와 연락할 수 있는지 보고 오도록 했다. 그리고 얼마 후 슐리텐바우어의 두 아들이 힌터카이페크 농장에서 돌아왔는데 그들은 아버지에게 그 농장에서 어느 누구도 못 봤다고 했다. 같은 날 슐리텐바우어는 미하엘 푈(Michael Pöll)과 제이콥 시글(Jakob Sigl)과 함께 그 농장으로 향했고 그 때 그들은 헛간과 집에 숨겨져 있던 그루버 일가의 시신들을 발견했다.

## 수사
1922년 4월 4일에 힌터카이페크 농장에서 그루버 일가의 시신을 발견한 주민들은 곧바로 경찰에 신고했다. 이튿날인 4월 5일에 뮌헨 경찰서에서 수사관 게오르크 라인그루버(Georg Reingruber)와 그의 동료들이 와서 살인사건을 수사했다. 1922년 한 해에만 100명도 넘는 용의자들이 수사선상에 올랐고 최근의 조사는 1986년에 실시되었다. 그러나 그 어떤 조사도 결정적인 결과를 도출해내지 못했다.
시신이 발견된 다음 날에 법원의 의사 요한 밥티스트 아우뮐러(Johann Baptist Aumüller)가 헛간에서 부검을 실시했다. 부검 결과 현장에서 발견되지는 않았지만 곡괭이가 살해 무기로 쓰였을 것이라고 규명했다. 증거는 손녀 체칠리아가 범인에게서 공격을 받고도 몇 시간 동안 살아 있었을 것이란 걸 보여주었고 체칠리아는 할머니와 어머니의 시신 옆에 있는 짚에 누워 있는 동안에 자신의 머리를 쥐어뜯은 것으로 보였다. 시신의 두개골은 뮌헨으로 보내졌고 투시자가 그것들을 조사했으나 별로 도움은 안 됐다. 그리고 그루버 일가의 두개골은 얼마 후 모두 없어졌는데 아마도 제2차 세계대전 당시 연합군의 폭격으로 파괴된 듯했다.
처음에 경찰은 이 사건을 강도의 소행으로 보고 떠돌이 장인들과 부랑자 그리고 마을 주변에 사는 몇몇 주민들을 심문했다. 그러나 집 안에 거액의 돈이 그대로 있었다는 게 발견되자 그들은 자신들의 가설을 철회했다. 또 범인들은 그루버 일가를 살해하고도 며칠 동안 그 농장에 더 머물렀던 것으로 밝혀졌는데 누군가가 가축들에게 먹이를 준 흔적이 발견되었고 부엌에 있던 빵과 최근에 식료품저장실에 있던 고기를 잘라서 먹은 흔적이 발견되었기 때문이다. 이웃들도 주말 내내 힌터카이페크 농장 굴뚝에서 연기가 나는 것을 봤다고 진술했다. 만일 범인의 목적이 강도였다면 돈을 쉽게 발견할 수 있었지만 돈은 손댄 흔적이 전혀 없었다. 범죄 현장에서 확실한 동기가 수집되지 않았고 경찰은 용의자의 목록을 작성하기 시작했다.

## 용의자들

### 카를 가브리엘
카를 가브리엘은 이 사건의 희생자인 빅토리아 가브리엘의 남편이었는데 제1차 세계대전이 진행 중이던 1914년 12월에 죽은 것으로 알려졌다. 그러나 카를 가브리엘의 시신은 발견되지 않았다고 한다. 살인사건이 일어난 후 사람들은 카를 가브리엘이 정말로 전쟁 중에 죽은 게 맞는지 의심하기 시작했다. 빅토리아 가브리엘은 남편이 없는 사이에 요제프를 사생아로 낳았다. 이 때문에 마을 사람들 사이에선 두 살배기 요제프가 사실 빅토리아와 그녀의 아버지 안드레아스 그루버가 근친상간으로 낳은 아들이고 그 사실이 법적 문서로 기록되어 있다는 소문이 돌았다. 몇몇 사람들은 카를 가브리엘이 복수를 위해 그루버 일가를 살해했을 것이란 이론을 제시했다. 비록 카를 가브리엘의 소속 연대 군인들은 그가 분명히 죽었다고 증언했고 경찰들도 그들의 증언을 믿는 쪽으로 기울었지만 이 이론은 몇 년 동안 계속해서 발전했고 이후 사람들은 반복해서 그들이 가브리엘을 만났거나 혹은 가브리엘이 그의 낙오된 동료와 신원을 바꿔치기했다는 걸 확인할 수 있다고 말했다.
제2차 세계대전이 끝난 후 소련에 억류되었다가 조기에 석방된 슈로벤하우젠 연대 출신 포로들이 자신이 힌터카이페크 살인사건의 살인범이라고 주장하는 바이에른 방언을 구사하는 소련 장교가 집으로 보내졌다고 주장했다. 이 사람들 중 일부는 이후에 자신들의 진술을 번복해 신뢰도를 떨어뜨렸다. 카를 가브리엘이 이 사건의 범인이라고 주장한 사람들은 그 소련 장교가 바로 1914년 12월에 죽은 줄로만 알았던 카를 가브리엘이라고 주장했는데 그 이유는 카를 가브리엘이 죽었다고 알려진 이후에 그를 봤다고 주장하는 이들은 자신들이 분명히 그가 러시아로 가고 싶다고 말하는 걸 들었다고 증언했기 때문이었다. 카를 가브리엘이 제1차 세계대전 이후에도 살아 있었는지 아닌지는 확실하게 알려진 바가 없지만 설령 그가 사실 살아 있었다고 해도 그가 힌터카이페크 살인사건의 범인이란 걸 입증할 근거는 없었다.

### 로렌츠 슐리텐바우어
로렌츠 슐리텐바우어는 이 힌터카이페크 농장이 속해 있는 그뢰베른 마을의 이장이었는데 상처(喪妻)한 직후인 1918년에 빅토리아 가브리엘과 관계를 쌓기 시작했다고 한다. 요제프의 출생 증명서에 그의 이니셜이 나타났기 때문에 그가 바로 요제프의 생부(生父)일 가능성이 높았다. 아마도 빅토리아가 그에게 위자료를 줄 것을 요구했기 때문에 그루버 일가를 살해한 것이란 주장이 제기되었다. 그는 시신이 발견되는 동안 그가 저지른 몇 가지 말과 행동들 때문에 지역 사회에서 범인이라고 의심 받았기 때문에 용의선상에 올랐다. 그들이 조사를 하러 갔을 때 슐리텐바우어와 그의 친구들은 농장 내 건물의 문이 모두 잠겨 있었기 때문에 문을 부숴야 했다고 한다. 헛간에서 4구의 시신을 발견한 후 그의 두 동료들은 충격을 받아 마구간에 남아 있었는데 반해 슐리텐바우어는 마치 이 농장의 지리를 잘 아는 것처럼 혼자 집 안으로 들어갔다고 한다. 그는 가는 동안에 자신의 아들을 찾는 말을 했다고 한다. 그가 집으로 들어갔을 때 다른 남자들은 분명히 그에게서 자신이 열쇠로 대문을 열었다고 말한 걸 들었다고 한다. 슐리텐바우어가 다른 많은 이유로 그 열쇠를 갖게 되었을 수도 있지만 그 열쇠는 아마도 살인사건이 일어나기 며칠 전에 없어졌다는 그 열쇠임이 틀림없었다. 또한 슐리텐바우어는 현장의 시신들을 건드려서 초기 수사를 엉망으로 만들었다고 한다. 이 진술을 한 사람은 슐리텐바우어가 사생아로 낳은 아들 요제프를 찾고 있었기 때문에 여전히 그가 살인을 저질렀을 거라고 주장했다.
몇 년 후 슐리텐바우어는 그의 수상한 말들 때문에 그루버 일가 살해 혐의를 뒤집어쓰게 되었다. 사건 보고서에 따르면, 지역 교사 한스 이블라거(Hans Yblagger)가 1925년에 철거된 힌터카이페크 농장의 옛 터에 슐리텐바우어가 있는 걸 보고 깜짝 놀랐으며 그 때 그는 자신에게 범인이 헛간에 있던 그루버 일가의 유해를 매장하려는 시도를 했다는 섬뜩하고 혼란스러운 말을 했다고 한다. 슐리텐바우어는 소문에 따르면 얼어붙은 땅 때문에 뭔가를 하기엔 불가능하고 아마 오직 범인만 알 것이라고 말했다고 한다. 그러나 그 지역 토지에 익숙한 사람이면 경험적인 추측을 통해 땅이 얼어붙는 날씨인지 아닌지 알았을 것이다.
슐리텐바우어는 1941년에 죽기 전에 자신을 "힌터카이페크 농장 살인범"으로 묘사한 사람들을 상대로 명예훼손 소송을 지휘했고 승소했다.

### 검프 형제
1922년 4월 9일, 수사 지휘자 게오르크 라인그루버 형사는 아돌프 검프(Adolf Gump)라는 사람에게 그가 빅토리아와 어떤 관계가 있다는 소문이 돌았기 때문에 살인범과의 연관성에 대해 질문하고자 했다. 그러나 이 주장을 입증할 증거를 찾을 수 없었다. 아돌프 검프는 다른 3명과 함께 실레시아에서 9명의 소작농을 살해한 바 있었다. 라인그루버 형사는 검프의 힌터카이페크 살인사건 연루 가능성을 판단할 수 없었고 그는 1922년 3월 하순의 알리바이를 묻도록 해당 지방 경찰서에 지시했다.
1951년, 안드레아스 포프(Andreas Popp) 검사는 힌터카이페크 살인사건에 관해 아돌프의 형제 안톤 검프(Anton Gump)를 수사했다. 검프의 여동생인 크레첸티아 마이어(Kreszentia Mayer)는 그녀의 임종자리에서 오빠 아돌프와 안톤이 살인을 저질렀다고 주장했다. 결과적으로 안톤 검프는 경찰에 구속되었으나 아돌프는 이미 1944년에 사망한 뒤였다. 얼마 후 안톤 역시 1954년에 다시 증거 불충분으로 풀려났고 그가 이 사건에 연루되어 있다는 걸 입증할 수 없었기 때문에 결국 그에 대한 사건의 재판은 중단되었다.

### 사틀베르크[20]에서 온 카를과 안드레아스 S. 형제
1971년에 테레세 T라는 이름의 여성이 자신이 어렸을 때 있었던 사건을 인용해 편지를 썼는데 그녀가 12살이었을 때 어머니가 카를과 안드레아스 S라는 형제의 어머니의 방문을 받은 적이 있다고 한다. 그 여성은 자신의 아들들이 힌터카이페크 의 2명의 살인범들이라고 주장했다고 한다. 형제의 어머니는 "안드레아스는 자기 주머니칼을 잃어버린 걸 후회하고 있어요."고 말했다고 한다. 1923년에 힌터카이페크 농장이 철거되었을 때 주머니칼 한 자루가 발견된 것은 사실이었으나 누구의 것인지는 명확히 확인되지 않았다. 그러나 그 주머니칼은 희생자들 중 1명의 것일 가능성이 높았다. 이 길은 성과 없이 끝나고 말았다. 힌터카이페크 농장의 前 하녀 크레첸츠 리거(Kreszenz Rieger)는 이미 자신이 그 농장에서 일하는 동안에 그 주머니칼을 확실히 보았다고 했다.

### 페터 베버
페터 베버(Peter Weber)는 요제프 베츠(Josef Betz)에 의해 용의자로 지목된 자의 이름이었다. 두 사람은 함께 같은 직장에서 일하고 1919년과 1920년 겨울에 방을 서로 같이 쓰던 노동자들이었다. 베츠의 말에 따르면 베버가 힌터카이페크 의 외진 농장 시절을 이야기했다고 한다. 베버는 그 농장에 오직 노부부와 그들의 딸과 그 딸의 두 자녀들만 살았다는 것도 알고 있었다. 그는 안드레아스 그루버와 딸 사이의 근친상간에 대해서도 알고 있었을 가능성이 컸다. 베츠는 베버가 노인을 죽이고 가족들의 돈을 취하자고 제안하는 걸 들었다고 증언했다. 베츠가 그 제안에 응하지 않았을 때 베버는 그에 대해 말하는 것을 중단했다고 한다.

### 비힐러 형제와 게오르크 시글
前 메이드 크레첸츠 리거는 힌터카이페크 농장에서 1920년 11월부터 1921년 9월까지 일했다. 그녀는 안톤 비흘러(Anton Bichler)와 카를 비흘러(Karl Bichler) 형제가 살인을 저질렀을 것으로 의심했다. 안톤 비흘러는 힌터카이페크 농장에서 감자 수확을 도와주었던 사람이었으므로 농장 내 지리를 잘 알았다. 리거는 비흘러가 그녀에게 종종 그루버와 가브리엘 식구들에 대해 이야기했다고 말했다. 안톤은 소문에 의하면 그루버 가족들이 죽어야 한다고 말했다고 한다. 하녀는 또한 모든 이에게 짖어대면서도 유독 안톤 비흘러 한 사람에게는 짖지 않는 농장 개에 대한 그녀의 의문점을 강조했다. 덧붙여서 그녀는 밤에 그녀의 창문을 통해 낯선 사람과 말한 것을 진술했다. 하녀는 그가 안톤의 동생 카를 비흘러일 것이라고 확신했다. 그녀는 안톤과 카를이 힌터카이페크에서 일했고 그루버 일가의 재산을 알고 있던 게오르크 시글과 함께 살인을 저질렀을 것이라 생각했다. 아마 비록 그가 그 사실을 거부하고 있긴 하지만 시글은 1920년 11월에 집 안으로 쳐들어와서 많은 물건들을 훔쳐왔을 것이라고 했다. 그는 그가 힌터카이페크에서 일할 때 살인 무기의 손잡이를 조각했으며 그 연장이 헛간 통로에 보관되어 있다는 걸 알고 있다고 말했다 한다.

### 탈러 형제
탈러 형제들 또한 前 하녀 크레첸츠 리거의 진술을 통해 용의선상에 올랐다. 탈러 형제는 이미 사건 전부터 그 지역에서 몇 건의 사소한 절도 행위를 벌인 적이 있었다. 리거는 요제프 탈러(Josef Thaler)가 밤중에 그녀의 창문에 서서 그루버 일가에 대해 그녀에게 물어봤으나 그녀는 요제프 탈러에게 답을 주지 않았다고 말했다. 대화에서 요제프 탈러는 그루버 일가 중 어떤 사람이 어느 방에서 자는지 알고 있으며 자신들이 많은 돈을 갖고 있다고 말했다. 그는 또 부둣가에 많은 돈을 두고 있다고 말했다. 그들의 대화가 이어지는 동안에 리거는 근처에 다른 사람이 있다는 걸 알아차렸다. 그녀의 진술에 따르면 요제프 탈러와 그 수상한 사람은 기계실을 바라보았으며 그들의 눈을 위쪽으로 돌렸다고 한다.

### 수사 결과
반복되는 체포에도 불구하고 독일 경찰은 1955년에 수사를 종결할 때까지 범인을 잡지 못했다. 그렇지만 마지막 심문이 1986년에 열렸고 콘라트 뮐러(Konrad Müller) 경감은 오늘날까지 이 사건을 수사하다가 은퇴했다.
2007년에 퓌르슈텐펠트브루크 경찰학교 학생들은 현대 범죄 수사 기법을 사용해 사건을 조사했다. 그들은 너무 많은 시간이 흘러서 이 사건을 명확히 해결하는 것이 불가능하다는 결론을 내렸다. 시간적 여유가 있었던 살인사건 당시에 초기 수사에서 희박한 증거를 얻었고 살인사건이 발생하고 수십 년의 시간이 흐르면서 증거들도 사라졌고 용의자들도 이미 사망한 뒤였기 때문이다. 이런 차질들에도 불구하고 학생들은 유력한 용의자를 설정했으나 현재까지 살아 있는 친족들을 존중하기 위해 용의자의 이름을 밝히지는 않았다.

## 장례식과 기념행사
죽은 그루버 일가는 두개골이 없는 상태로 바이드호펜의 공동묘지에 묻혔고 무덤에 추모비가 똑바로 섰다. 죽은 그루버 일가의 두개골은 마지막으로 아우크스부르크에 있는 법원 건물에 보관되었으나 제2차 세계대전 동안에 폭격으로 파괴되었을 가능성이 높았다. 사건이 일어난 힌터카이페크 농장은 1923년에 철거되었다.

## 사건 내 모순점과 수사 실패
법원 위원회의 수사 기록 점검 결과 희생자들이 아마도 마구간에서 쉼없이 동물들이 내는 소음 때문에 헛간으로 이동했을 것이라고 적혀 있었다. 그러나 나중에 실험한 결과 적어도 헛간에서 울리는 인간의 비명소리는 거실에서 들을 수 없다는 것으로 드러났다. 이것은 왜 가족들 중 4명의 연장자들이 첫 번째 장소인 헛간으로 가게 되었는지에 관한 의문을 일으켰다.
사건의 정확한 순서는 의혹 없이는 명확해질 수 없었다. 또 범죄 현장을 찍은 사진이라고는 헛간에 있던 시신들을 찍은 2장의 사진과 하녀 방에 있던 하녀의 시신, 빅토리아의 침실에 있던 요제프의 요람 그리고 농장의 외부 전경을 찍은 그 5장밖에 없었다. 지문 흔적은 확보되지 않았다. 시신들의 위치에 기초한 재구성은 헛간에서 일어난 살인사건의 첫 번째 피살자가 빅토리아 가브리엘일 가능성이 큰 것으로 드러났다. 그 다음이 체칠리아 그루버일 가능성이 컸으며 뒤따라 남편인 안드레아스 그루버가 살해됐고 마지막으로 체칠리아 가브리엘 순으로 살해당한 것으로 보였다. 그리고 집 안에서는 하녀 마리아 바움가르트너가 첫 번째로 살해당했고 그 다음이 요제프 가브리엘 순이었다.
안드레아스 그루버가 죽기 전에 그의 이웃들에게 말한 이야기들에 기반해 살인범이 이미 농장 안에 있었고 살인을 저지르기 이전에 이미 집 안에 있었다는 추정이 종종 제기되어 왔다. 이 이론을 위한 몇 가지 증거로 지붕 기와들을 뜯어낸 흔적과 짚을 깔아놓은 흔적들이 포함되었으나 이후 이것들은 안드레아스 그루버와 그의 딸 빅토리아의 근친상간 행위를 위한 비밀 장소로 쓰였을 가능성이 있는 것으로 해석되었다. 이것은 안드레아스 그루버가 만약 그가 말한대로 농장을 여러 차례 철저하게 수색한 게 사실이라면 왜 이러한 이상 징후들을 알아차리지 못했는지를 설명해준다.
살인사건이 일어나고 난 후 시신이 발견되기 3일 전 밤에 장인(匠人) 미하엘 플뢰클(Michael Plöckl)이 힌터카이페크 농장 옆을 지나갔다. 플뢰클은 누군가에 의해 오븐이 작동되고 있는 것을 목격했다. 그 사람은 그에게 손전등을 든 채 접근해 그를 눈 멀게 만들었고 그래서 그는 급히 제 갈 길을 계속 갔다. 또한 플뢰클은 벽난로에서 역겨운 냄새가 나는 연기가 난다는 걸 알아차렸다. 이 사례는 조사가 안 됐고 그 날 밤에 오븐에서 뭐가 타고 있었는지를 알아내기 위한 조사 실행은 없었다.
4월 1일 새벽 3시에 브루넨 근처에 사는 농부이자 도축업자인 시몬 라이슬랜더(Simon Reißländer)가 숲 가장자리에서 2개의 미확인 물체들을 목격했다. 낯선 사람들이 그를 보았을 때 그들이 재빨리 뒤로 돌아서 얼굴을 볼 수 없었다. 훗날 그가 힌터카이페크 농장에서 일어난 살인사건을 들었을 때 그는 그 낯선 사람들이 연관되었을 것 가능성이 있다고 생각했다.
기술자 알베르트 호프너는 살인사건이 일어난 후 수리를 위해 몇 시간 동안 힌터카이페크 농장에 있었는데 경찰이 사건 직후에 즉시 심문을 실시하는데 실패했기 때문에 오직 1925년에 단 1번만 심문했다. 그의 진술은 범인이 수리를 하는 동안에도 농장 뒤에 있었음을 암시했다. 집으로 들어가는 문은 굳게 잠겨 있었고 또 그는 아무도 만나지 못했는데 안에서 개가 짖는 소리를 들었다고 한다. 수리가 끝났을 때 그 개는 바깥에 묶여 있었고 대신에 헛간 문이 열려 있었다. 마을의 남자들이 며칠 후에 시신을 발견했을 때 개는 희생자들과 함께 헛간 안에 있었고 헛간 문은 다시 닫혀 있었다.
1927년 5월 중순 자정에 어느 낯선 사람이 바이트호펜의 주민을 막아세웠다고 한다. 그 낯선 사람은 주민에게 살인사건에 대한 것을 물은 다음 숲으로 뛰어들어 그가 살인자라고 소리쳤다고 한다. 그 낯선 사람이 누구인지는 밝혀낼 수 없었다.
희생자들의 개인적인 환경은 조사가 부족했다. 특히 마리아 바움가르트너에게 적용된다. 살인은 그녀가 힌터카이페크 농장에 도착하고 불과 몇 시간 뒤에 일어났다. 살인의 동기가 그녀의 존재와 관련이 있었을 가능성은 전혀 조사하지 않았다. 처음엔 범행 동기가 강도일 가능성이 높았으나 집 안에서 돈이 그대로 발견되면서 이 가설은 틀렸음을 입증했다. 덧붙여서 비정상적인 정신 상태와 어린아이를 포함한 가족들 전체를 살해하는 이런 과도하게 잔혹한 범죄 유형에 더해서 살인과 시신의 배치를 숨기려는 시도는 범인과 희생자들 사이에 어떤 감정적인 관계가 있었음을 암시한다.
1970년대에 하겔슈타트(Hagelstadt)에 있는 성 비투스 교회(St. Vitus Church)의 성구 보관실이 철거되었을 때 교회 서적에서 그루버 가족들의 죽음을 찍은 사진이 발견되었다. 그 사진이 어떻게 거기 있었는지는 밝혀지지 않았다.